# Jettingen-Scheppach
Jettingen-Scheppach település Németországban, azon belül Bajorországban. Lakosainak száma 7221 fő (2023. december 31.).

## Népesség
A település népessége az elmúlt években az alábbi módon változott:
| Lakosok száma | 5746 | 4872 | 6754 | 6769 | 6837 | 6945 | 7034 | 7038 | 7228 | 7221 |
|               | 1970 | 1975 | 2011 | 2012 | 2014 | 2015 | 2017 | 2019 | 2022 | 2023 |